# Schloss Farchach

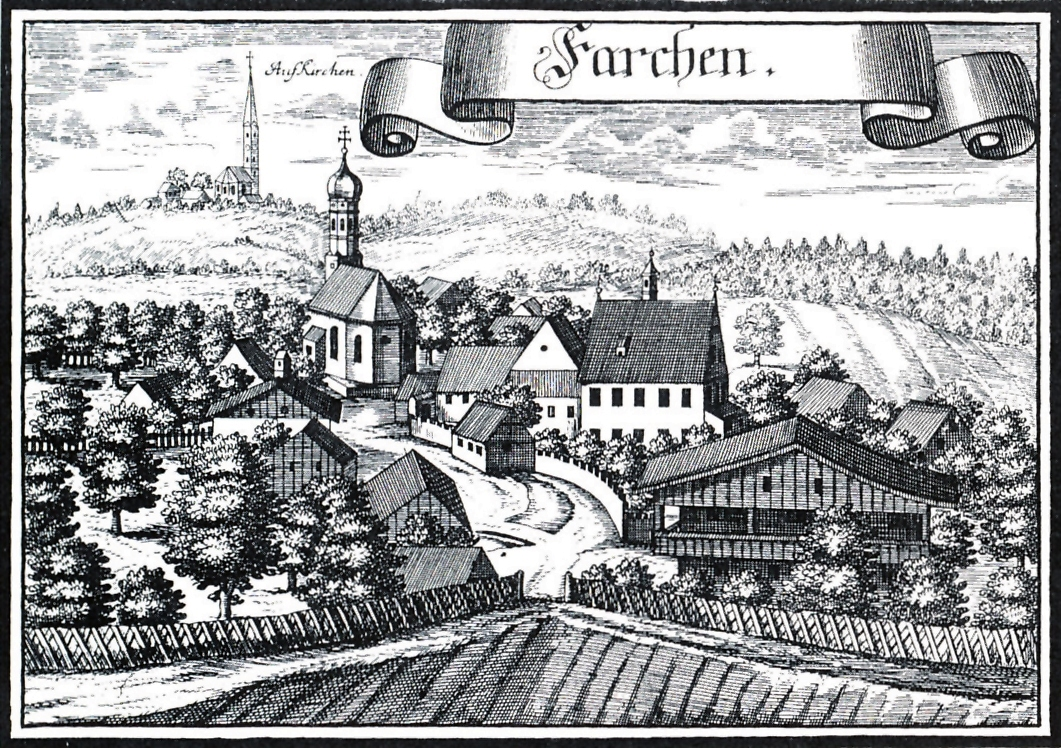
Schloss Farchach (Farchen) nach einem Stich von Michael Wening (um 1729)

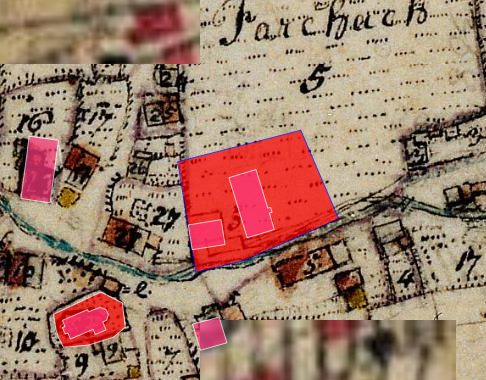
Lageplan von Schloss Farchach auf dem Urkataster von Bayern

Das abgegangene Schloss Farchach war ein Hofmarkschloss in Farchach, einem Gemeindeteil der Gemeinde Berg im oberbayerischen Landkreis Starnberg. Die Anlage wird als Bodendenkmal unter der Aktennummer D-1-8034-0221 als „abgegangenes Hofmarkschloss der frühen Neuzeit (‚Schloss Farchach‘)“ geführt.

## Geschichte
Den Sedelhof zu Farchach erhielt 1439 Heinrich Rudolf, der aus einem Münchener Patriziergeschlecht stammte, vom Wittelsbachischem Herzog zu Lehen. Nach ihm werden 1477 ein Franz Ridler und dann die Ligsalz erwähnt.

## Baulichkeit
In der ersten Hälfte des 17. Jahrhunderts folgte die Errichtung eines Neubaus. Der Kupferstich von Michael Wening (um 1720) zeigt einen schlichten zweigeschossigen Satteldachbau mit einem kleinen Dachreiter und einigen Nebengebäuden. Die Anlage war von einer zinnenbekrönten Mauer umschlossen. Das Gebäude wurde vor 1800 abgebrochen. Das Anwesen lag 100 m nordöstlich von der Filialkirche St. Martin und Nikolaus von Farchach. Zwischen beiden Gebäuden verläuft der Lüßbach.